# ژوویل
ژوویل (به فرانسوی: Juville) یک کمون در فرانسه است که در Canton of Delme واقع شده‌است.

## خصوصیات
ژوویل ۶٫۰۵ کیلومترمربع مساحت و ۹۸ نفر جمعیت دارد و ۲۶۰ متر بالاتر از سطح دریا واقع شده‌است.